# Hapalemur
Hapalemur è un genere di lemuri endemici del Madagascar.

## Descrizione
Si tratta di animali dalle dimensioni piuttosto ragguardevoli, dalla testa rotonda con la faccia schiacciata simile a quella dei gatti; pur trattandosi di specie prettamente notturne, gli occhi sono piuttosto piccoli.
Il pelo lanoso e dalle tinte grigie od olivacee nasconde le orecchie reniformi molto simili a quelle umane.
Le braccia e le gambe sono più corte in proporzione rispetto a quelle degli altri lemuridi, ed anche la coda raggiunge a stento la lunghezza del corpo.

## Biologia
Sono lemuri notturni, che durante il giorno si appollaiano su una canna alta, aggrappandosi a un appiglio con le unghiette appuntite e raggomitolandosi.
La loro dieta è estremamente specializzata.
Hapalemur griseus e Hapalemur aureus si nutrono quasi esclusivamente di germogli, foglie e midollo di bambù gigante (Cathariostachys madagascariensis), o volohosy in malgascio .
La dieta di Hapalemur alaotrensis si basa per oltre il 90% su germogli e foglie di papiro (Cyperus papyrus subsp. madagascariensis) e, in misura minore, di Phragmites australis .

## Sistematica

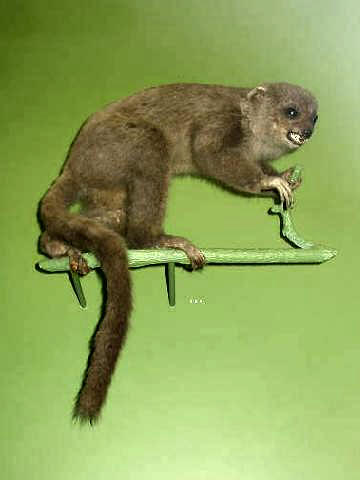
Esemplare impagliato di apalemure grigio (Hapalemur griseus).

Al genere Hapalemur (dal quale è stato recentemente scorporato il prolemure dal naso largo (Prolemur simus)) sono ascritte le seguenti specie e sottospecie:
- Hapalemur alaotrensis - apalemure del lago Alaotra
- Hapalemur aureus - apalemure dorato
- Hapalemur griseus - apalemure grigio
  - Hapalemur griseus griseus
  - Hapalemur griseus meridionalis - apalemure meridionale
- Hapalemur occidentalis - apalemure occidentale

Alcuni tassonomi elevano Hapalemur griseus meridionalis al rango di specie a sé stante (Hapalemur meridionalis) .